# Polikalizm
Polikalizm – odkryte w połowie XIX wieku zjawisko, polegające na tworzeniu przez jedną kolonię mrówek od kilku do kilkudziesięciu gniazd utrzymujących między sobą łączność. W obrębie takiej rozsianej kolonii nie zachodzi agresja, natomiast zamieszkujące różne gniazda mrówki mają wspólne terytorium (pola troficznego), bronione przed innymi koloniami. 
W koloniach polikalicznych występuje podział na stałe mrowiska macierzyste i potomne (filialne). W mrowiskach stałych wychowywane jest potomstwo i tworzą się roje potomne, filialne mogą służyć jako stacje pokarmowe, gniada letnie, w których także wychowuje się potomstwo, albo pełnić inne wyspecjalizowane funkcje.
Przejście od monokalizmu do polikalizmu zależne jest od struktury społecznej mrowiska, od tego czy występuje w nim monogynia (w mrowisku występuje tylko jedna matka), czy też są one poliginiczne. W przypadku rojów monoginicznych występuje większy poziom agresji wewnątrzgatunkowej wobec osobników spoza kolonii. Mrowisko poliginiczne i monokaliczne może być potencjalnym gniazdem macierzystym dla kolonii polikalicznej.